# П'єве-ді-Ледро
П'єве-ді-Ледро (італ. Pieve di Ledro) — колишній муніципалітет в Італії, у регіоні Трентіно-Альто-Адідже,  провінція Тренто. У 2010 році муніципалітет об'єднали разом з муніципалітетами Беццекка, Кончеї, Моліна-ді-Ледро, Тіарно-ді-Сопра і Тіарно-ді-Сотто, у єдиний муніципалітет Ледро.
П'єве-ді-Ледро був розташований на відстані близько 470 км на північ від Рима, 36 км на південний захід від Тренто.

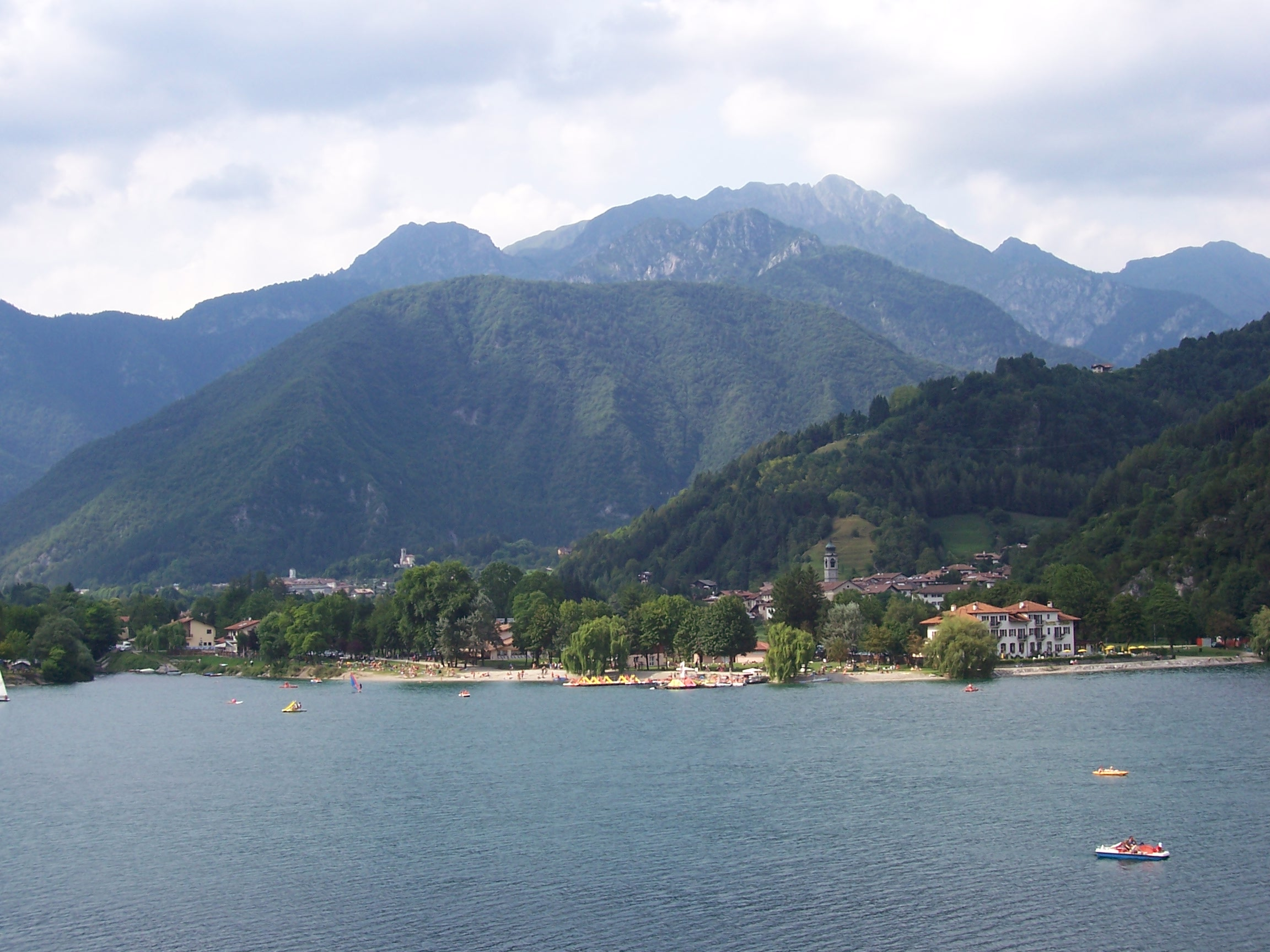

Населення — 650 осіб (2009).

## Демографія
Населення за роками:
Станом на 31 грудня 2009 року в муніципалітеті офіційно проживало 37 іноземців з 15 країн, серед них 5 громадян країн Євросоюзу та 1 громадянин України.

## Сусідні муніципалітети
- Беццекка
- Кончеї
- Моліна-ді-Ледро
- Рива-дель-Гарда